# Porcupine (САУ)
Porcupine (з італійської, їжатець) — прототип 155 мм самохідної гаубиці. Вона також відома як Centauro 155/39 LW.

## Розробка
Ця артилерійська система була розроблена Iveco та OTO Melara. Проект фінансувався італійським Міністерством оборони. Нова самохідна гаубиця повинна використовуватися у середніх бригадах італійської армії поряд з винищувачами танків Centauro, бойовими машинами піхоти Freccia та бойовими машинами які розроблені на основі колісних шасі 8x8. Варто відзначити, що італійська армія в даний час експлуатує ліцензійний САУ PzH 2000.
Артилерійська система Porcupine базується на модифіковано шасі винищувача танків Centauro. Машина має покращений захист від мін.

## Озброєння
Ця артилерійська система озброєна гаубицею FH70 155 мм/L39, яка встановлена у безпілотній башті. Гаубиця має повністю автоматичну систему заряджання. Максимальний темп стрільби складає 8 пострілів за хвилину. Ця система може зробити кілька пострілів за раз. Гаубиця може зробити 4 постріли під різними траєкторіями і вражати одиночні цілі одночасно. У башті знаходяться 15 снарядів. Цей прототип самохідної гаубиці може використовувати всі стандартні 155 мм снаряди НАТО. З нею також сумісні нові керовані та не керовані далекобійні снаряди OTO Melara Volcano, які мають максимальну дальність до 60 км. Porcupine може зробити перший постріл через 3 хвилини після зупинки. Траверс складає лише 15 градусів на обидва боки.
Через невеликий боєкомплект пропонується використовувати Porcupine разом з машиною підтримки. У цьому випадку боєкомплект можна перезарядити за 10 хвилин.

## Екіпаж
Екіпаж САУ Porcupine складається лише з двох осіб, механіка-водія та командира. Обидва члени екіпажа розташовані у передній частині корпусу.

## Рушій
Прототип нової самохідної гаубиці оснащено дизельним двигуном Iveco MTCA з турбонаддувом потужністю 520 к.с. Ведучими є перші та другі колеса, а на повільних швидкостях ще й четверті. Машина оснащена шинами з дистанційним керування та має систему центрального накачування шин.